# Eleição municipal de Assis em 2016
A eleição municipal de Assis em 2016 foi realizada no dia  2 de outubro de 2016 com o intuito de eleger um prefeito, um vice-prefeito e 15 vereadores no município de Assis, no Estado de São Paulo, no Brasil. O prefeito eleito foi José Fernandes, do PDT, com 40,09% dos votos válidos, um total de 18.817 votos que o deixaram na frente de seu principais adversário como Ricardo Pinheiro do PSDB com 13.793 de votos válidos , e de Quinteiro candidato do PHS que contou com 22,95% dos votos, e um total de 10.769 eleitores. O produtor agropecuário nascido em Rancharia, no Estado de São Paulo venceu as eleições logo no primeiro turno, e com o auxilio do seu vice-prefeito Márcio Veterinário comandará o município de Assis pelos próximos 4 anos.
A disputa para os cargos de vereadores no município de Assis contou com 104 candidatos, tendo como mais votado o candidato Alexandre Cachorrão do (PR), somando um total de 2.362 votos válidos (4,99%), e em segundo lugar o comerciante Carlos Binato com 1.399 votos contabilizados (2,96%).

## Antecedentes
Na eleição municipal de 2012, o candidato José Fernandes na época do PT, concorreu ao mesmo cargo com Hélinho como vice , entretanto sua porcentagem de votos foi de 23,61%, somando um total de 11.601 eleitores, mas que não foram suficientes para ultrapassar os 29,21% de votos do candidato e eleito prefeito naquele ano Ricardo Pinheiro do PSDB e sua vice Dra. Lenilda. No ano de 2015, José Fernandes se desligou do Partido dos Trabalhadores, segundo entrevista para o portal “Paraguacity” o candidato afirmou que não compactuava com a política nacional e por isso optou pelo desligamento do partido.. Meses depois Fernandes filiou-se ao PDT e candidatou-se novamente no ano de 2016.

## Eleitorado
Na eleição de 2016 estiveram aptos a votar 70.443 eleitores, um total de 75,08% da população de Assis.Dentre eles, 32.536 são do sexo masculino e 37.899 são do sexo feminino. A faixa de idade entre 45 e 49 anos abrange cerca de 18.568 eleitores.

## Candidatos
Os 7 (sete) candidatos a prefeitura no ano de 2016 foram: José Fernandes do PDT, Ricardo Pinheiro do PSDB, Quinteiro do PHS, Dr. Paulo Delchiaro do PTB, Márcio da Antena Jovem do PEN, Leticia Silva do PSOL e Vinicius Costa Souza do PCO.
| Candidato                    | Vice                       | Coligações                                                               |
| ---------------------------- | -------------------------- | ------------------------------------------------------------------------ |
| José Fernandes (PDT)         | Márcio veterinário (PP)    | "Juntos pela mudança" PDT / PP / PSD / PSC / PMDB / PPS / PSL / PRP / SD |
| Ricardo Pinheiro (PSDB)      | Dra. Lenilda (PSDB)        | "Para Assis continuar avançando" PSDB / PRB / PR / PSB / PV              |
| Quinteiro (PHS)              | Professor Campanatti (DEM) | "Agora, SIM" PTN / PHS / DEM                                             |
| Dr. Paulo Delchiaro (PTB)    | Angela Canassa (PT)        | "Renova Assis" PT / PTB                                                  |
| Márcio da Antena Jovem (PEN) | Juliangela (PEN)           | Sem coligação                                                            |
| Letícia Silva (PSOL)         | Rodrigo Baioni (PSOL)      | Sem coligação                                                            |
| Vinicius Costa Souza (PCO)   | Sebastião Gonçalves (PCO)  | Sem coligação                                                            |

## Campanha
Para derrubar Ricardo Pinheiro, o atual prefeito do município, e que havia o vencido na eleição anterior, José Fernandes teve que trabalhar muito para que obtivesse o maior número de votos. Para isso, juntou-se à  uma grande coligação e com o lema "Juntos pela Mudança" realizou inúmeras visitas a grande parte dos bairros de Assis e de empresas e comércios da região, mostrando suas ideias e trabalhos futuros que realizaria. A partir do resultado da eleição é perceptível dizer que a abordagem usada em campanha foi mais efetiva do que em sua campanha no ano de 2012.

## Resultados

### Prefeito
No dia 2 de outubro, José Fernandes foi eleito prefeito de Assis com 40,09% dos votos válidos.
| Candidato                    | Vice                       | 1º Turno 2 de outubro de 2016 | 1º Turno 2 de outubro de 2016 |
| ---------------------------- | -------------------------- | ----------------------------- | ----------------------------- |
| Candidato                    | Vice                       | Total                         | Porcentagem                   |
| José Fernandes (PDT)         | Márcio veterinário (PP)    | 18,817                        | 40.09%                        |
| Ricardo Pinheiro (PSDB)      | Dra. Lenilda (PSDB)        | 13,793                        | 29.39%                        |
| Quinteiro (PHS)              | Professor Campanatti (DEM) | 10,769                        | 22.95%                        |
| Dr. Paulo Delchiaro (PTB)    | Angela Canassa (PT)        | 1,963                         | 4.18%                         |
| Márcio da Antena Jovem (PEN) | Juliangela (PEN)           | 898                           | 1.91%                         |
| Letícia Silva (PSOL)         | Rodrigo Baioni (PSOL)      | 619                           | 1.32%                         |
| Vinicius Costa Souza (PCO)   | Sebastião Gonçalves (PCO)  | 74                            | 0.16%                         |
| Total de votos válidos       | Total de votos válidos     | 70.443                        | 88,74%                        |
| Votos em branco              | Votos em branco            | 2373                          | 4,49%                         |
| Votos nulos                  | Votos nulos                | 3585                          | 6,78%                         |

### Vereador
No mesmo dia ocorreram também as eleições para vereadores, candidataram-se 104 pessoas  e 15 foram eleitas. O mais votado foi Alexandre Cachorrão com 2.362 votos válidos.
| Resultado da eleição para a Câmara Municipal de Assis em 2016 por candidato | Resultado da eleição para a Câmara Municipal de Assis em 2016 por candidato | Resultado da eleição para a Câmara Municipal de Assis em 2016 por candidato | Resultado da eleição para a Câmara Municipal de Assis em 2016 por candidato |
| --------------------------------------------------------------------------- | --------------------------------------------------------------------------- | --------------------------------------------------------------------------- | --------------------------------------------------------------------------- |
| Candidato                                                                   | Partido                                                                     | Votos                                                                       | Votos                                                                       |
| Candidato                                                                   | Partido                                                                     | Total                                                                       | Porcentagem                                                                 |
| Alexandre Cachorrão                                                         | PR                                                                          | 2.362                                                                       | 4,99%                                                                       |
| Carlos Binato                                                               | PSDB                                                                        | 1.399                                                                       | 2,96%                                                                       |
| Nilson Pavão                                                                | PMDB                                                                        | 1.275                                                                       | 2,69%                                                                       |
| Bigode                                                                      | PP                                                                          | 968                                                                         | 2,05%                                                                       |
| Gordinho da Farmácia                                                        | PRB                                                                         | 947                                                                         | 2,00%                                                                       |
| Célio Diniz                                                                 | PTB                                                                         | 933                                                                         | 1,97%                                                                       |
| André Borracha                                                              | PR                                                                          | 829                                                                         | 1,75%                                                                       |
| Reinaldo Cremos                                                             | PDT                                                                         | 740                                                                         | 1,56%                                                                       |
| Professora Dedé                                                             | PV                                                                          | 712                                                                         | 1,50%                                                                       |
| Roque Vinicius                                                              | PTB                                                                         | 697                                                                         | 1,47%                                                                       |
| Sargento Valmir                                                             | PSD                                                                         | 663                                                                         | 1,40%                                                                       |
| Vinicius Simili                                                             | PDT                                                                         | 663                                                                         | 1,40%                                                                       |
| Timba                                                                       | DEM                                                                         | 619                                                                         | 1,31%                                                                       |
| Eduardo Camargo Camarguinho                                                 | PRB                                                                         | 616                                                                         | 1,30%                                                                       |
| Chico Panela                                                                | PSD                                                                         | 512                                                                         | 1.08%                                                                       |

| Votos válidos   | Votos válidos   | 47.330 | 89,49% |
| Votos nulos     | Votos nulos     | 2.801  | 5,30%  |
| Votos em branco | Votos em branco | 2.760  | 5,22%  |
| --------------- | --------------- | ------ | ------ |

## Análises
A eleição de 2012 para prefeitura de Assis foi marcante para o candidato José Fernandes, até então filiado do PT ( Partido dos Trabalhadores), pois após perder para Ricardo Pinheiro do PSDB (Partido a Social Democracia Brasileira) o candidato mudou de partido e modificou sua abordagem e coligações. Com um novo slogan dizendo  "Juntos Pela Mudança", e um outro vice agora o candidato Márcio Veterinário ao invés do candidato Hélinho, Fernandes chegou na eleição de 2016 diferente do que era em 2012, e com isso conquistou uma vitória disparada, contando com quase 10% de vantagem de votos em relação ao segundo colocado, o então prefeito Ricardo Pinheiro, que não conquistou sua reeleição.